# تجمع ضحوو (المهرة)

تعديل مصدري - تعديل

تجمع ضحوو هو "تجمع بدوي" في عزلة جاذب بمديرية حوف التابعة لمحافظة المهرة، بلغ تعداد سكانها 79 نسمة حسب تعداد اليمن لعام 2004.